# NRK3
NRK3 — молодёжная телепрограмма Норвежского риксрадио. Передачи ведутся с 2007 года, на одной частоте с телепрограмме «НРК Супер» с 19:30 до 06:00.

## История

Логотип HD-версии канала NRK3

Работу канал начал 3 сентября 2007. Доступен для наземного цифрового, спутникового и кабельного телевещания. С 1 февраля 2011 вещает в HD-формате. Рыночная доля составляла по состоянию на первый квартал 2012 года 3,5%.
Состоит из телесериалов, среди которых выделяются «Настоящая кровь», «Соседи», «Герои» и «Доктор Хаус».